# Алтыагаджский национальный парк
Алтыагаджский национальный парк (азерб. Altıağac Milli Parkı) — создан по распоряжению президента Азербайджанской Республики от 31 августа 2004 года на административной территории Хызинского и Сиязаньского районов Азербайджана. Общая площадь парка составляет 11,035 гектара (110.35 км²). Алтыагаджский национальный парк находится на территории одноимённого заповедника, созданного в 1990 году и прилегающих лесных степей. Название происходит от названия одноимённой деревни, что в переводе означает "6 деревьев", а точнее "находящийся на расстоянии 6 деревьев". 23 ноября 2004 года был утверждён Устав Алтыагаджского национального парка.

## Цель создания
Основной целью создания парка является защита экологических систем, ландшафтных полян Юго-востока Большого Кавказа, флоры и фауны этих территорий, а также восстановление природных комплексов, усиление охраны и проведение экологического мониторинга.

## Флора и Фауна
Основные виды деревьев составляют дуб, кавказский граб, восточный бук, обыкновенный ясень, клён и другие. На территории парка обитают косуля, медведи, кабаны, рыси, еноты, лисицы, зайцы, белки, волки и другие.
На территории национального парка протекает река Атачай и несколько её заливов.
Основную часть национального парка составляют леса, на территории которых можно встретить Кавказский дуб, восточный бук, ясень, остролистный клён и т.д. Среди представителей фауны в национальном парке можно встретить косулю, бурого медведя, степного кабана, рысь, енот, зайца, куницу, лису, волка, фазан, вяхирь, перепел, козодой, степного орла, куропатку, дроздов и т.д.

## Климат
На территории заповедника зима проходит засушливой и умеренно-тёплой, лето также бывает засушливой и умеренно-тёплой. Здесь годовая солнечная радиация — 125, а баланс солнечной радиации — 44 ккал/кв.см. Годовая средняя температура составляет 10.1 градусов Цельсия, абсолютный максимум — 40, абсолютный минимум — -23. Количество осадков за год — 430 мм.